# Mariä Himmelfahrt (Rechberghausen)

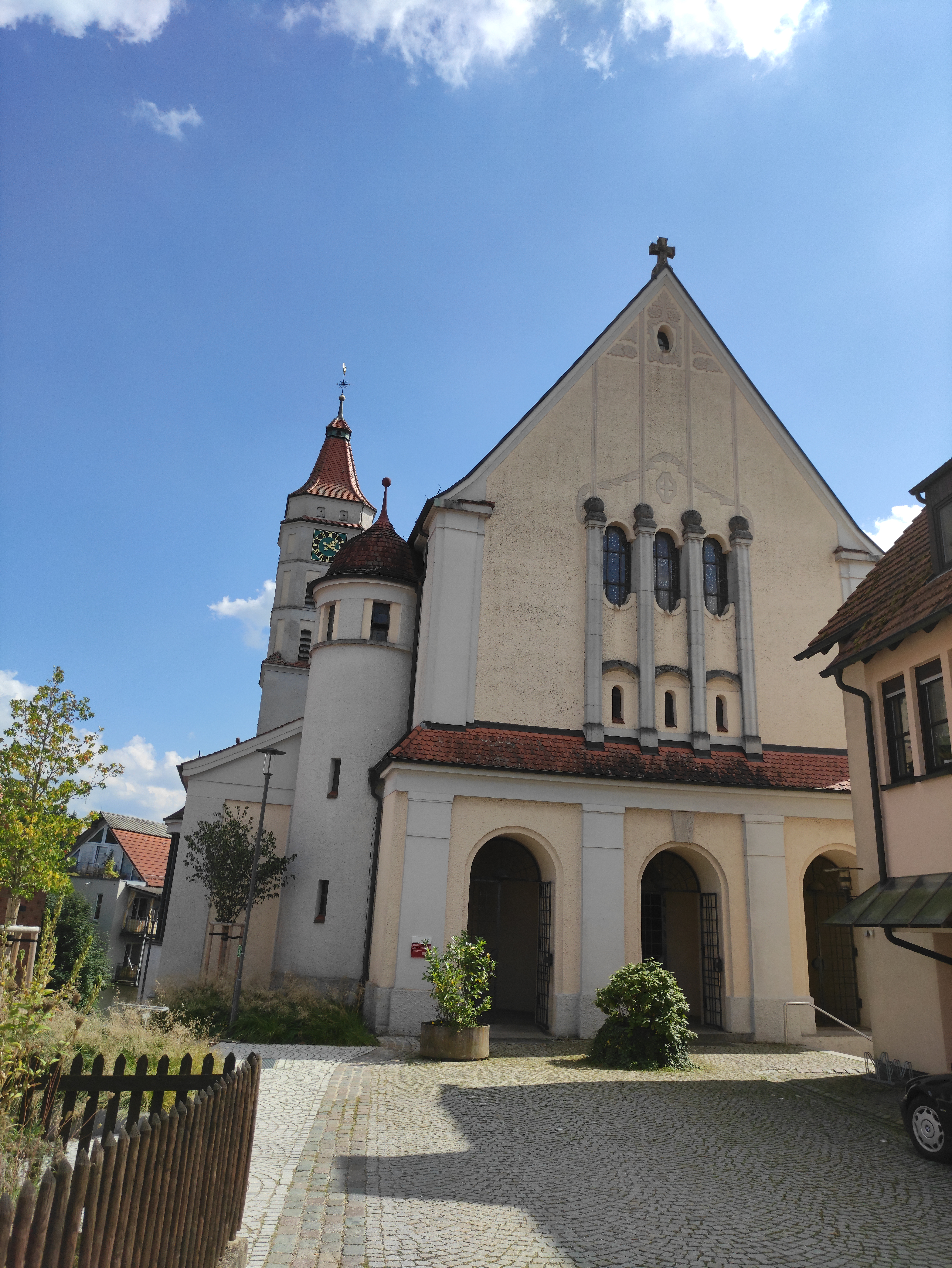
Mariä Himmelfahrt in Rechberghausen

Die römisch-katholische Pfarrkirche Mariä Himmelfahrt ist ein geschütztes Kulturdenkmal nach dem Denkmalschutzgesetz. Sie steht in Rechberghausen, einer Gemeinde im Landkreis Göppingen in Baden-Württemberg. Die Kirchengemeinde gehört zum Dekanat Göppingen-Geislingen in der Diözese Rottenburg-Stuttgart.

## Beschreibung
Die Basilika wurde 1912 nach einem Entwurf von Ulrich Pohlhammer erbaut. Sie besteht aus dem dreischiffigen Langhaus, dem eingezogenen Chor mit Fünfachtelschluss im Osten und einem Chorflankenturm an der Nordwand des Chors. Ein Treppenturm an der Nordwestecke führt zu den Emporen. 
Zur Kirchenausstattung gehört ein Relief mit der Darstellung von Christus als Gärtner, das aus der Werkstatt Weckmann stammt. Weitere Reliefs stammen von Daniel Mauch. Die Orgel wurde 1914 als Opus 235 von Gebr. Späth Orgelbau gebaut.